# Альфаро, Карлота
Карлота Альфаро (исп. Carlota Alfaro, родилась 4 июня 1933 года) — дизайнер высокой моды. Она известна как «великая модница Пуэрто-Рико».

## Биография
Альфаро родилась в Сантурсе, Пуэрто-Рико, и с детства проявляла страсть к дизайну, часто создавая одежду для семьи и друзей. Она выросла в Сантурсе, где тётя научила её шить.
Альфаро достигла международной известности в Латинской Америке, Европе и Соединённых Штатах в течение 1960-х, в это десятилетие она также создала Instituto Carlota Alfaro, направленный на передачу своих знаний молодым студентам, изучающим дизайн одежды. Альфаро специализируется на высокой моде. В 1980-х она опубликовала серию дизайнов в модной колонке местной газеты под названием Destellos de la moda. Её фирменное платье — гипертрофированное платье «русалка».
Альфаро получила множество международных наград, а её коллекции продавались в магазинах по всему миру, включая Neiman Marcus, Bloomingdale’s и Saks Fifth Avenue.